# Déglutination
En linguistique, la déglutination (mot créé au XXe siècle à partir d’agglutination et du préfixe privatif dé-) est une modification phonétique reposant sur une mécoupure (ou métanalyse). C'est une forme particulière d'aphérèse, et donc de métaplasme.

## Définition
Il s'agit d'une segmentation  erronée (non étymologique) de la chaîne parlée au début d'un mot dont le ou les premiers phonèmes sont pris soit pour la fin du morphème précédent (généralement un article, une préposition, parfois un adjectif possessif), soit pour un morphème à part entière. Le mot est alors amputé de son initiale (phénomène d'aphérèse) qui est rattachée à l'élément précédent (par exemple l’a… devenant la …) ou acquiert sa propre autonomie (par exemple, en français, [a-] devenant la préposition à, [d-] devenant la préposition d', [l-], [la-] devenant les articles l’, la). C'est le phénomène inverse de l'agglutination.
Dans un certain nombre de cas, le phénomène de déglutination peut être — du moins partiellement — d'origine écrite. Il a été facilité au Moyen Âge par l'absence d'apostrophe séparant d’, l’, m’, t’, etc. du mot suivant, masquant ainsi la frontière entre les morphèmes.

## La déglutination en français

### Dans le lexique
- Cencion : français le jour de l'Ascension > français régional de Normandie la Cension, le jour Cension, le jeudi de Cension[1], etc.
- griotte : moyen français l'agriotte (emprunt à l'ancien provençal agriota « cerise aigre », formé sur agre « aigre », du latin acer) > la griotte (1505)[2].
- licorne : moyen français lycorne, aussi attesté plus tardivement sous la forme alicorne (emprunt à l'italien alicorno (XIVe siècle), du latin chrétien unicornis « licorne »)[3]. La déglutination l'alicorne > la licorne est ancienne (lycorne, 1349), mais on constate que la forme non déglutinée alicorne survit jusqu'au XVIIe siècle.
- merise : ancien français °l'amerise « cerise amère » (dérivé hypothétique du mot amer[4], croisé avec cerise) > la merise (~1278)[5].
- mie : ancien français m'amie, s'amie « mon amie », « son amie » > ma mie, sa mie (XIIIe siècle) ; d'où parallèlement, l'amie > la mie[6].
- once : ancien français lonce « grand félidé : once, lynx, léopard… » (du latin populaire *lyncea, ou peut-être de l'ancien italien lonza « panthère ») > ancien français l'once (fin XIIIe siècle) « léopard ou panthère des neiges »[7]; d'où l'anglais ounce, de même sens. Le portugais onça et l'espagnol onza relèvent de la même évolution.

### Dans les toponymes
- Le nom de la commune des Chéris apparaît initialement sous les formes Eschariz ~1200, 1210[8], Escharis 1221[8], Escheris, Escheriz 1371/1372[9], etc. Par la suite, la paroisse d'Escheris est devenue celle des Chéris. Ce toponyme représente initialement le participe passé pluriel de l'ancien français escharir, escherir « partager », d'où le sens probable de « partages, lotissements »[10],[8],[11].

- Le nom de la commune d'Estrébœuf est attesté sous la forme latinisée Destribovis ou Destribouis en 1284[12],[13]. Quelle que soit l'étymologie discutée du toponyme, sa forme moderne résulte d'une déglutination ayant transformé le [d-] initial en préposition d’.

- Le nom du hameau d'Eypieu à Siccieu apparaît d'abord sous la forme latinisée Lepicacus au IXe siècle[14]. Le [l-] initial, pris pour l'article l’, a finalement disparu.

- Le nom de l'ancienne province de Guyenne repose sur le latin Aquitania qui aboutit dans un premier temps, de manière régulière, à Aguiaina en gascon et Aguienne en ancien français, d'où l'Aguienne > la Guienne, puis la Guyenne au XIIIe siècle, le [a-] initial ayant été pris pour la voyelle finale de l'article la.

- Le nom de la ville du Mans repose en dernière analyse sur celui des gaulois Cénomans (Cenomani ou Cenomanni). Il représente l'évolution de l'ablatif Cenoman(n)is > °Cenmanis, puis °Celmanis par dissimilation [n] — [m] > [l] — [m]. L'initiale Cel-, confondue avec le démonstratif cel « ce, celui », fut détachée du mot puis remplacée par un article défini, de valeur similaire en ancien français. Ce phénomène est attesté dès le XIIe siècle dans la locution prez del Mans « près du Mans »[15].

- Le type toponymique (le) Sart ou (le) Sars constitue une forme déglutinée de l'ancien français l’essart « défrichement, terre défrichée ». Fréquent dans le nord de la France et en Belgique romane, il apparaît dans les noms des communes du Sars, Sars-et-Rosières, Sars-le-Bois, Sars-Poteries et Le Sart [16], ainsi que dans de très nombreux microtoponymes tels que par exemple le Sart Brûlé à Trouville-sur-Mer, ou encore Sart-Moulin à Braine-l'Alleud au sud de Bruxelles[17] (prototype du nom fictif de Moulinsart).

#### Anecdote
Dans Mes Tours de France, l'ancien coureur cycliste et journaliste Robert Chapatte rapporte une anecdote amusante relative à ce phénomène. Le coureur niçois d'origine italienne Alvaro Giorgetti avait participé au critérium de l'Acropole, à Athènes. De retour au pays, il avait déclaré: "L'Acropole... L'Acropole... Peuchère! Des cropoles comme celle-là, il y en a cinquante dans l'arrière-pays niçois!". Mais Chapatte ne parle pas de déglutination.

### Dans les hydronymes
- Le nom primitif du Don (rivière de l’Orne, affluent rive droite de l’Orne à Almenêches) est indirectement attesté en 1199 par celui de l’ancienne commune de Surdon, « sur le Don », aujourd'hui rattachée à Chailloué : Soroudon[19], c’est-à-dire l’ancien français sor Oudon, « sur l’Oudon ». On relève encore aux XIVe et XVe siècles pour ce toponyme la forme Suredon[20], où la première syllabe, affaiblie, est notée par un e graphique. L’affaiblissement de cette voyelle est à l’origine de la confusion qui a permis à l’Oudon, prononcé lodon puis ledon, d’être affectée par un phénomène de déglutination en devenant le Don.

- Le nom de la Monne (rivière de l’Orne et du Calvados, affluent de la Vie) est initialement attesté en 1063 sous la forme latinisée aqua Lemone[21]. La syllabe initiale Le-, prise pour l'article le, fut amputée à une date indéterminée, d'où la forme r[iviere] de Monne relevée en 1720[22], et aujourd'hui la Monne.

### Dans les anthroponymes
- Les patronymes Vesque, Vèque, fréquents en Normandie et Picardie, sont des formes déglutinées de Levesque, Levêque < ancien français l'evesque « l'évêque »[23].

## Exemples de déglutination dans les autres langues

### Anglais
- adder « vipère » : moyen anglais a nadder (de l'ancien anglais nǣdre) > anglais an adder [24],[25].
- apron « tablier » : moyen anglais a napperon, puis a napron (du moyen français napperon « petite nappe ») > anglais an apron[26],[27].
- umpire « juge, arbitre » : moyen anglais a noumpere « tierce personne ne prenant pas parti (dans un conflit) » (de l'ancien français nonper, nomper « différent ; impair ») > an oumpere > anglais an umpire[28],[29].

### Néerlandais
- adder « vipère » : moyen néerlandais een nadre > een adere > néerlandais een adder[30]. Même phénomène qu'en anglais ci-dessus.
- oksaal « tribune d’orgue » : moyen néerlandais docsael, doxael > d’ocsaele, d’oxael > néerlandais de oksaal[31]. Le [d-] initial a été pris pour la forme proclitique d’ de l'article défini de.

### Italien
- arancia « orange » : le mot apparaît en ancien italien dans les composés mel-arancia et pom-arancia « pomme-orange », et représente l'adaptation de l'arabe médiéval نرنجة (naranja), lui-même emprunté au persan نارنج (nāranj). La déglutination se constate également dans le provençal auranja. Le français orange (d'abord pume orenge en 1200) passe pour représenter un calque du composé italien[32],[33], mais le mot a pu transiter par le provençal qui en est phonétiquement plus proche.
- ràgna « araignée » et « toile d'araignée » : le mot repose sur le latin arānea, de mêmes sens, ce qui laisse supposer une évolution °l'aragna > la ragna, la déglutination s'étant produite relativement tôt. Les mots italiens apparentés (ràgno « araignée »; ragnatéla « toile d'araignée ») ont suivi le même traitement, sans doute par analogie[34].
- rena « sable » : l'arena > la rena[35].
- scuro « obscurité » : l'oscuro > lo scuro[35].

### Irlandais
- uimhir « nombre » : moyen irlandais an nuimir (du latin numerus) > an uimir[36].

### Arabe
Le phénomène de déglutination en arabe concerne principalement les noms propres étrangers commençant par Al- ou Ul-, où cette syllabe est confondue avec l'article défini al- (variante ul-).
- Alexandrie : grec Ἀλεξάνδρεια, Alexándreia, perçu comme al Exandreia, d'où avec métathèse l'arabe الإسكندرية, al-Iskandariyah.
- Alexandrette : grec Ἀλεξανδρέττα, Alexandrétta, perçu comme al Exandretta, d'où avec métathèse et changement de terminaison l'arabe إسكندرونة, Iskandarūnah, et par emprunt le turc İskenderun.
- Lisbonne : wisigothique Ulishbona, perçu comme ul Išbona, d'où l'arabe médiéval al-Išbūnā.